# 1. česká futsalová liga 2001/2002
V soubojích 10. ročníku 1. české futsalové ligy 2001/02 se utkalo v základní části 14 týmů dvoukolovým systémem podzim - jaro. Do vyřazovací části postoupilo prvních osm týmů v tabulce. Nováčky soutěže se staly týmy Adamíček Český Krumlov (vítěz 2. ligy – sk. Západ) a VSK VŠB TU Ostrava (vítěz 2. ligy – sk. Východ). Vítězem základní části soutěže se stal tým Megas Frenštát pod Radhoštěm. Sestupujícími se staly z důvodu snižování počtu účastníků čtyři týmy FC Pramen Havlíčkův Brod, VSK VŠB TU Ostrava, Slávia Havířov a odstoupivší Adamíček Český Krumlov. Vítězem soutěže se stal tým SK Cigi Caga Jistebník (trenér Petr Huděc), který ve finále porazil tým 1. FC Nejzbach Vysoké Mýto 2:1 na zápasy.

## Kluby podle krajů
- Praha (2): FC Benago Praha, FK Viktoria Žižkov
- Středočeský (1): FC Total Slavík Bakov nad Jizerou
- Jihočeský (1): Adamíček Český Krumlov
- Liberecký (1): SK Alfa Liberec
- Pardubický (2): FC Torf Pardubice, 1. FC Nejzbach Vysoké Mýto
- Vysočina (1): FC Pramen Havlíčkův Brod
- Jihomoravský (1): Helas Brno
- Moravskoslezský (5): Megas Frenštát pod Radhoštěm, Slávia Havířov, SK Cigi Caga Jistebník, FC Mikeska Ostrava, VSK VŠB TU Ostrava

## Základní část
Zdroj: 
| Poř. | Tým                               | Z  | V  | R | P  | VG  | OG  | B  |
| ---- | --------------------------------- | -- | -- | - | -- | --- | --- | -- |
| 1.   | Megas Frenštát pod Radhoštěm      | 26 | 16 | 4 | 6  | 120 | 90  | 52 |
| 2.   | SK Cigi Caga Jistebník            | 26 | 16 | 3 | 7  | 114 | 62  | 51 |
| 3.   | 1. FC Nejzbach Vysoké Mýto        | 26 | 15 | 4 | 7  | 137 | 95  | 49 |
| 4.   | FC Total Slavík Bakov nad Jizerou | 26 | 15 | 4 | 7  | 92  | 67  | 49 |
| 5.   | FC Torf Pardubice                 | 26 | 14 | 4 | 8  | 102 | 77  | 46 |
| 6.   | FC Benago Praha                   | 26 | 13 | 6 | 7  | 119 | 94  | 45 |
| 7.   | SK Alfa Liberec                   | 26 | 13 | 3 | 10 | 127 | 129 | 42 |
| 8.   | FK Viktoria Žižkov                | 26 | 13 | 2 | 11 | 117 | 85  | 41 |
| 9.   | FC Mikeska Ostrava                | 26 | 11 | 4 | 11 | 80  | 79  | 37 |
| 10.  | Helas Brno                        | 26 | 10 | 6 | 10 | 123 | 90  | 36 |
| 11.  | FC Pramen Havlíčkův Brod          | 26 | 11 | 3 | 12 | 100 | 114 | 36 |
| 12.  | VSK VŠB TU Ostrava                | 26 | 9  | 3 | 14 | 87  | 108 | 30 |
| 13.  | Slávia Havířov                    | 26 | 3  | 0 | 23 | 62  | 160 | 9  |
| 14.  | Adamíček Český Krumlov            | 26 | 0  | 0 | 26 | 0   | 130 | 0  |

Poznámky
- Mužstvo Adamíček Český Krumlov se odhlásilo v průběhu soutěže, všechny výsledky byly kontumovány ve prospěch soupeře.
- Z = Odehrané zápasy; V = Vítězství; R = Remízy; P = Prohry; VG = Vstřelené góly; OG = Obdržené góly; B = Body

|  | Postup do vyřazovací části soutěže  |
|  | Sestup do příslušné skupiny 2. ligy |

## Vyřazovací část

### Čtvrtfinále
Zdroj: 
| Tým A                        | Výsledek série | Tým B              | Výsledky jednotlivých zápasů |
| ---------------------------- | -------------- | ------------------ | ---------------------------- |
| Megas Frenštát pod Radhoštěm | 1:2            | FK Viktoria Žižkov | 6:1, 2:5, 2:5                |
| SK Cigi Caga Jistebník       | 2:0            | SK Alfa Liberec    | 5:0, 2:2pp (1:0pk)           |
| 1. FC Nejzbach Vysoké Mýto   | 2:1            | FC Benago Praha    | 9:4, 5:9, 3:2                |
| FC TS Bakov nad Jizerou      | 2:0            | FC Torf Pardubice  | 5:2, 4:3pp                   |

### Semifinále
Zdroj: 
| Tým A                      | Výsledek série | Tým B                   | Výsledky jednotlivých zápasů |
| -------------------------- | -------------- | ----------------------- | ---------------------------- |
| SK Cigi Caga Jistebník     | 2:0            | FK Viktoria Žižkov      | 8:2, 3:3pp (5:3pk)           |
| 1. FC Nejzbach Vysoké Mýto | 2:1            | FC TS Bakov nad Jizerou | 5:4, 3:4, 9:3                |

### Finále
Zdroj: 
| Tým A                  | Výsledek série | Tým B                      | Výsledky jednotlivých zápasů |
| ---------------------- | -------------- | -------------------------- | ---------------------------- |
| SK Cigi Caga Jistebník | 2:1            | 1. FC Nejzbach Vysoké Mýto | 4:3, 2:3pp, 3:2              |

## Vítěz
| 1. celostátní liga 2001/02 SK Cigi Caga Jistebník (1. titul) |